# Gyuriska János
Gyuriska János (Salgótarján, 1972. december 7. –) magyar színész.

## Élete
1999-ben színészként végzett a Színház- és Filmművészeti Főiskolán. 1999 és 2013 között a Vígszínház, 2013–2014 között a Miskolci Nemzeti Színház, majd 2014–2018 között a Zenthe Ferenc Színház tagja volt. 2019-től szabadúszó. A 2021–2022-es évadban a Kecskeméti Katona József Nemzeti Színház művésze volt, majd 2022-től ismét szabadúszó.
Párja Sebők Maja színésznő.

## Fontosabb színházi szerepei
- William Shakespeare: Sok hűhó semmiért... Lasponya; Borachino
- William Shakespeare: Lóvátett lovagok...  Biron
- William Shakespeare: A vihar... Kormányos, D.J.
- William Shakespeare: Antonius és Kleopátra... Caesar; Demetrius; Hírnök; Követ; Szolga
- William Shakespeare: Minden jó, ha vége jó... I. Nemes
- William Shakespeare: Othello... Montano, ciprus kormányzójaként Othello elődje
- William Shakespeare: Rómeó és Júlia... Herceg; Mercutio; Lőrinc, ferences rendi szerzetes
- William Shakespeare: Makrancos Kata... Grumio, Petruchio személyi szolgája
- Carlo Goldoni: A kávéház... Borbély
- Molière: Úrhatnám polgár... Tánctanár
- Molière: Képzelt beteg... Kolikaczius Tamás, Kolikaczius fia, Angyalka imádója
- Georg Büchner: Leonce és Léna... Valerio
- Alexandre Dumas: A három testőr... Planchet, D'Artagnan szolgája
- Anton Pavlovics Csehov: Cseresznyéskert... Jepihodov, Szemjon Pantyelejevics, könyvelő
- Anton Pavlovics Csehov: Sirály... Trigorin, író
- Fjodor Mihajlovics Dosztojevszkij: Bűn és bűnhődés... Razumihin
- Lev Nyikolajevics Tolsztoj: Legenda a lóról... Feofán; Fritz
- Alekszandr Nyikolajevics Osztrovszkij: Jövedelmező állás... Vaszilij Nyikolájics Zsadov, Visnyevszkij unokaöccse
- Nyikolaj Vasziljevics Gogol: Kártyások... Ifj. Glov
- Nyikolaj Vasziljevics Gogol: A revizor... Pjotr Ivanovics Bobcsinszkij, földbirtokos
- Bertolt Brecht: Kurázsi mama és gyermekei... Zsoldosvezér
- Bertolt Brecht: Jóembert keresünk... Lin To, az asztalos
- Samuel Beckett: Godotra várva... Vladimir
- Henrik Ibsen: Rosmersholm... Peter Mortensgard
- Gabriel García Márquez: Száz év magány... Apicius
- Szigligeti Ede: Liliomfi... Szellemfi, vándorszínész
- Mikszáth Kálmán: Szent Péter esernyője... Bélyi János, glogovai pap
- Molnár Ferenc: Liliom... Ficsúr
- Bródy Sándor: A tanítónő... Szolgabíró
- Herczeg Ferenc: Majomszínház... Az ügyvéd
- Örkény István: Tóték... Az őrnagy
- Horváth Péter – Presser Gábor – Sztevanovity Dusán: A padlás... Üteg
- Esterházy Péter: Rubens és a nemeuklideszi asszonyok... Albert, Rubens fia
- Réthly Attila: Élve vagy halva... Szatyor, bukott egyetemista, lézengő
- Hamvai Kornél: A zöld kilences... Abbasz Hilmi, egyiptomi alkirály
- Tasnádi István: Kokainfutár... Spangli bá
- Kárpáti Péter: Pájinkás János... Pájinkás János
- Varró Dániel: Túl a Maszat-hegyen... Büdös pizsamázó
- Szente Béla – Gulyás Levente: Rigócsőr király... XII. Boldizsár, Ibolyka apja, Kocsmáros
- Ludvig Holberg: Ravaszy és Szerencsés... Péter
- Heinrich Böll: Katharina Blum elvesztett tisztessége... Werner Tötges, a Zeitung újságírója
- Ekman Gösta – Hans Alfredson – Tage Danielsson – Méhes László – Mikó Csaba – Horgas Ádám: Picasso kalandjai... Picasso
- Agatha Christie: Pókháló... Oliver Costello
- Graham Chapman – John Cleese – Terry Gilliam – Eric Idle – Terry Jones: Gyalog galopp... Arthur
- Guy Bolton – John McGowan: Vad nők... Sam Mason; Menedzser
- Jürgen Hofmann: Lenni vagy nem lenni... Erhardt, SS-Gruppenführer
- Sólem Aléchem – Joseph Stein – Jerry Bock: Hegedűs a háztetőn... Avram, könyvárus
- Enda Walsh: Diszkó disznók... Coca (Pig)
- Marie Jones: Kövekkel a zsebében... Charlie Conlon
- James Matthew Barrie: Pán Péter... Tootles
- Horace McCoy: A lovakat lelövik ugye?... Pilinyi Soma
- Hanoch Levin: Átutazók... Elisa Hooker, Nina barátja
- Michael Frayn: Veszett fejsze... Gyurma
- Min nevet az ember? (kabaré)... szereplő

## Rendezései
- Harold Pinter: Hazatérés (Zenthe Ferenc Színház)
- Jean Cocteau: Rettenetes szülők (Zenthe Ferenc Színház)

## Díjai
- Hegedűs Gyula-emlékgyűrű (2002)
- Ajtay Andor-emlékdíj (2002, 2011)
- Súgó Csiga Díj (2003)

## Film- és TV-s szerepei
- …a szomszéd tehene színész (sorozat, 2024)
- Kossuthkifli színész (sorozat, 2015)
- Munkaügyek színész (sorozat, 2014)
- Kolorádó Kid  színész (magyar játékf., 2010)[6]
- Honfoglaló – Színházak csatái  (TV film) szereplő (magyar szór. műsor, 2010)
- Szinglik éjszakája   színész (magyar játékf., 2009)
- Nenő (TV film) színész (magyar tévéf., 2006)
- Taxidermia   színész (magyar játékf., 2005)
- Magyar vándor  színész (magyar vígj., 2004)
- Ott vagy még? (TV film) színész (magyar kisjátékf., 2002)
- A kanyaron túl  színész (magyar játékf., 2002)
- Öcsögök  színész (magyar játékf., 2000)
- Anyád! A szúnyogok  színész (magyar filmszat., 2000)
- Közel a szerelemhez  színész (magyar játékf., 1998)
- Zsolt Béla: Polgári házasság (TV film) színész
- Rubens és a nemeuklideszi asszonyok (TV film) színész (színházi közv.)
- Pusztai szél (TV film) színész (magyar tévéjáték)
- Nyugat 100  (TV-műsor) színész